# Thomas Stafford
Thomas Patten Stafford (17. září 1930 Weatherford, Oklahoma, USA – 18. března 2024, Satellite Beach, Florida, USA) byl americký vojenský letec a astronaut, zapojený v programech Gemini a Apollo.

## Život

### Škola a výcvik
Po skončení základní školy se rozhodl jít na námořní vojenskou akademii (United States Naval Academy) a stal se námořním letcem. Po čase se objevil na škole zkušebních pilotů na základně Edwards v Kalifornii. Patřil mezi letecká esa, nalétal přes 6200 hodin. Školu absolvoval s výtečným prospěchem a ihned v ní zůstal jako učitel. Napsal pro budoucí letce dvě učebnice mladých pilotů. V roce 1962 byl přijat do druhé skupiny amerických astronautů a o tři roky později se vydal poprvé na oběžnou dráhu Země.

### Lety do vesmíru
První let na Gemini 6A absolvoval s Walterem Schirrou. Startovali z mysu Canaveral. Byl to jednodenní let se startovními problémy po orbitě kolem Země, letěli souběžně s Gemini 7, ke které se přiblížili na dva metry. Stafford zde měl funkci druhého pilota. Přistáli v kabině s pomocí padáku na hladině Tichého oceánu.
Za půl roku letěl už jako velitel ze stejného kosmodromu znovu s Gemini 9, tentokrát s kosmonautem E. Cernanem. Na oběžné dráze Země se několikrát setkali s cílovou raketou Atlas ATDA, spojit se pro technickou závadu nemohli, i tak však úkol přípravy na případnou havarijní situaci plánovaného projektu Apollo splnili a po třech dnech přistáli na padácích v Atlantiku.
Potřetí vyletěl opět jako velitel lodě o tři roky později na Apollu 10. Byl to osmidenní let na oběžnou dráhu Měsíce. Trojčlenná posádka ve složení Thomas Stafford, John Young a Eugene Cernan vykonala 31 obletů Měsíce a vyzkoušela všechny fáze budoucího přistání, přiblížila se k povrchu na 13 km, pak se vrátili k Zemi a přistáli na hladině Tichého oceánu.
Čtvrtý, poslední let: Odstartoval už jako brigádní generál 15. července 1975 v kosmické lodi, která zůstala nevyužitá z programu letů na Měsíc Apollo. Startoval s funkcí velitele lodě z mysu Canaveral společně s kosmonauty Brandem a Slaytonem. Tentokrát se jednalo o program EPAS, tedy mezinárodní let Sojuz-Apollo sovětské a americké posádky. Po dvou dnech se loď Apollo 18 připojila k lodi Sojuz 19 s kosmonauty Leonovem a Kubasovem. Trojice amerických kosmonautů přistála po 9 dnech letu na hladině Tichého oceánu.
- Gemini 6A (15. prosinec 1965 – 16. prosinec 1965)
- Gemini 9 (3. červen 1966 – 6. červen 1966)
- Apollo 10 (18. květen 1969 – 26. květen 1969)
- ASTP Apollo (15. červenec 1975 – 24. červenec 1975)

### Život jde dál
Po svém čtvrtém letu v roce 1975 z NASA odešel. Byl zprvu velitelem zkušebního střediska vojenského letectva na Edwardsově základně, odtud odešel do štábu letectva ve Washingtonu. Do důchodu odešel v hodnosti generálporučíka roku 1979.
Stafford patřil mezi velké příznivce spolupráce kosmonautů USA a SSSR, mezi ruskými kolegy měl mnoho přátel a také do SSSR často jezdil. Mluvil oklahomskou angličtinou, ani žena mu prý často nerozuměla a kamarád kosmonaut Cernan mu dal přezdívku Drmola. V roce 1997 byl zapsán v Ohiu do National Aviation Hall of Fame (Národní letecká síň slávy).
Zemřel 18. března 2024 na Floridě ve věku 93 let.

## Zajímavost
Narodil se stejný den jako další americký astronaut, Edgar Mitchell. Oba spolu podstoupili misi Apollo 10.